# Spišský Hrhov
Spišský Hrhov este o comună slovacă, aflată în districtul Levoča din regiunea Prešov. Localitatea se află la altitudinea de 469 m deasupra n.m., se întinde pe o suprafață de 12,21 km2 și în 2017 număra 1.589 de locuitori.

## Istoric
Localitatea Spišský Hrhov este atestată documentar din 1243.

## Demografie
| An:                | 1994 | 2004    | 2014    | 2024    |
| ------------------ | ---- | ------- | ------- | ------- |
| Număr de persoane: | 859  | 1020    | 1408    | 1910    |
| Diferență:         |      | +18,74% | +38,03% | +35,65% |

| An:                | 2023 | 2024   |
| ------------------ | ---- | ------ |
| Număr de persoane: | 1902 | 1910   |
| Diferență:         |      | +0,42% |